# Mont Ikoma
Le mont Ikoma (生駒山, Ikoma-yama) est le sommet de la chaîne de petites montagnes qui sépare les préfectures d’Osaka et Nara au Japon. Il culmine à 642 mètres d'altitude.
Il fait partie du parc quasi national de Kongō-Ikoma-Kisen et est un des lieux de pique-nique les plus fréquentés de la région du Kansai. De nombreux émetteurs de télévision le surmontent, ainsi que le parc d’attractions Ikoma Sanjo.

## Histoire et religion
Au pied oriental de la montagne, le sanctuaire shinto Ikoma-jinja existe depuis le Ve siècle.
Le temple bouddhiste Hōzan-ji et la montagne elle-même forment un paysage célèbre, souvent représenté, notamment dans la série d’estampes des « soixante-huit vues nationales ».
Après la Seconde Guerre mondiale, le côté occidental de la montagne a commencé à servir comme lieu de culte pour les immigrés coréens et leurs descendants (zainichi), la majorité des fidèles étant des femmes. Toutefois, ces vingt dernières années ont vu le déclin de plusieurs institutions religieuses installées au mont Ikoma à cause du passage des générations.
L’endroit a aussi abrité un quartier de loisirs et un quartier chaud, comme son accès est devenu aisé après le creusement d’un tunnel pour la ligne de chemin de fer de la Kintetsu.
Ces dernières années, de grands cimetières ont été créés sur le mont Ikoma ; ils bénéficient de la facilité d'accès depuis Osaka.
Actuellement, le lieu conserve une atmosphère nostalgique et désuète mais retrouve des couleurs lors de la floraison des cerisiers.